# Casa-fàbrica Canaleta
La casa-fàbrica Canaleta era un conjunt d'edificis situat al carrer de Sant Pere Més Alt, 49-51 i 55 de Barcelona, on actualment hi ha el passatge de Sert.

## Història
El 1753, el teixidor de vels Josep Canaleta i Coch (1714-1768) va constituir amb el seu germà Francesc, vidrier, el seu cunyat Miquel Vidiellas, teixidor de seda, i Antoni Grau, hostaler, la companyia Josep Canaleta i Cia per a la fabricació d'indianes, amb un capital de 16.000 lliures. Per a la fàbrica, van adquirir una finca al carrer de Sant Pere Més Alt a Antoni Atxer i Font per 6.000 lliures. A l'obra van intervenir el mestre de cases Joan Garrido i Bertran i el fuster Jacint Enrich. La fàbrica teixia fil de cotó de Malta i les indianes eren destinades al mercat espanyol, amb una xarxa comercial a València, Toledo i Madrid, i al colonial, a través de la Companyia de Comerç a Índies a Caracas. L'encariment de la matèria primera va motivar-hi l'establiment de la primera filatura de cotó en floca, importat de Veracruz, oberta el 26 de setembre del 1765 i que disposava de 30 torns manuals on treballaven dones i nens. En aquesta època, s'hi feren reformes.
Josep Canaleta va morir sense fills el 18 de juliol del 1768, i fou succeït pel seu nebot Joan Canaleta i Font (1744-1808), fill del seu germà Francesc i de la seva segona dona Margarida Font. El 1770, la societat es va renovar amb el nom Josep Canaleta, hereu i Cia i un capital de 33.401 lliures, els socis de la qual eren Peronella Pallès, vídua de Josep Canaleta, Francesca Font, vídua d'Antoni Grau i el seu fill Antoni Pau Grau i Font, perxer, Miquel Vidiellas, Margarida Font, vídua de Francesc Canaleta, i el seu fill Joan Canaleta i Font.
El 1776, Canaleta va demanar permís per a obrir-hi una porta.
Diverses fonts indiquen que va introduir a Barcelona el cilindre d'estampar inventat per T. Bell el 1785, però sembla que, absorbit per la seva activitat representativa, va anar deixant de banda l'activitat industrial, i el 1798, la seva fàbrica ja no figurava en el Cadastre. El 1800 hi havia la fàbrica d'alanquins de Joan Vilaregut i Padrós (1761-1832), traslladada l'any següent al carrer del Rec Comtal.
Joan Canaleta fou succeït pel seu fill Josep Canaleta i Bransí, que exercí de comerciant, i aquest pel seu fill Àngel Canaleta i de Morales, oficial de l'administració militar. La seva germana Saturnina es va casar amb Jaume Girona i Agrafel, fill del fabricant Ignasi Girona i Targa.
El 1849, hi havia al núm. 49 (antic 64) la fàbrica cotonera de Casajuana i Gendre i el tint de Nicolau Carrió, i al núm. 55 (antic 67), la fàbrica cotonera de Narcís Bausells. El 1857, hi havia al núm. 49 la fàbrica de teixits de Josep Carreras i Font i el tint de Ramon Pujol, i al núm. 55, la de Bausells i el tint de Jaume Murlà.

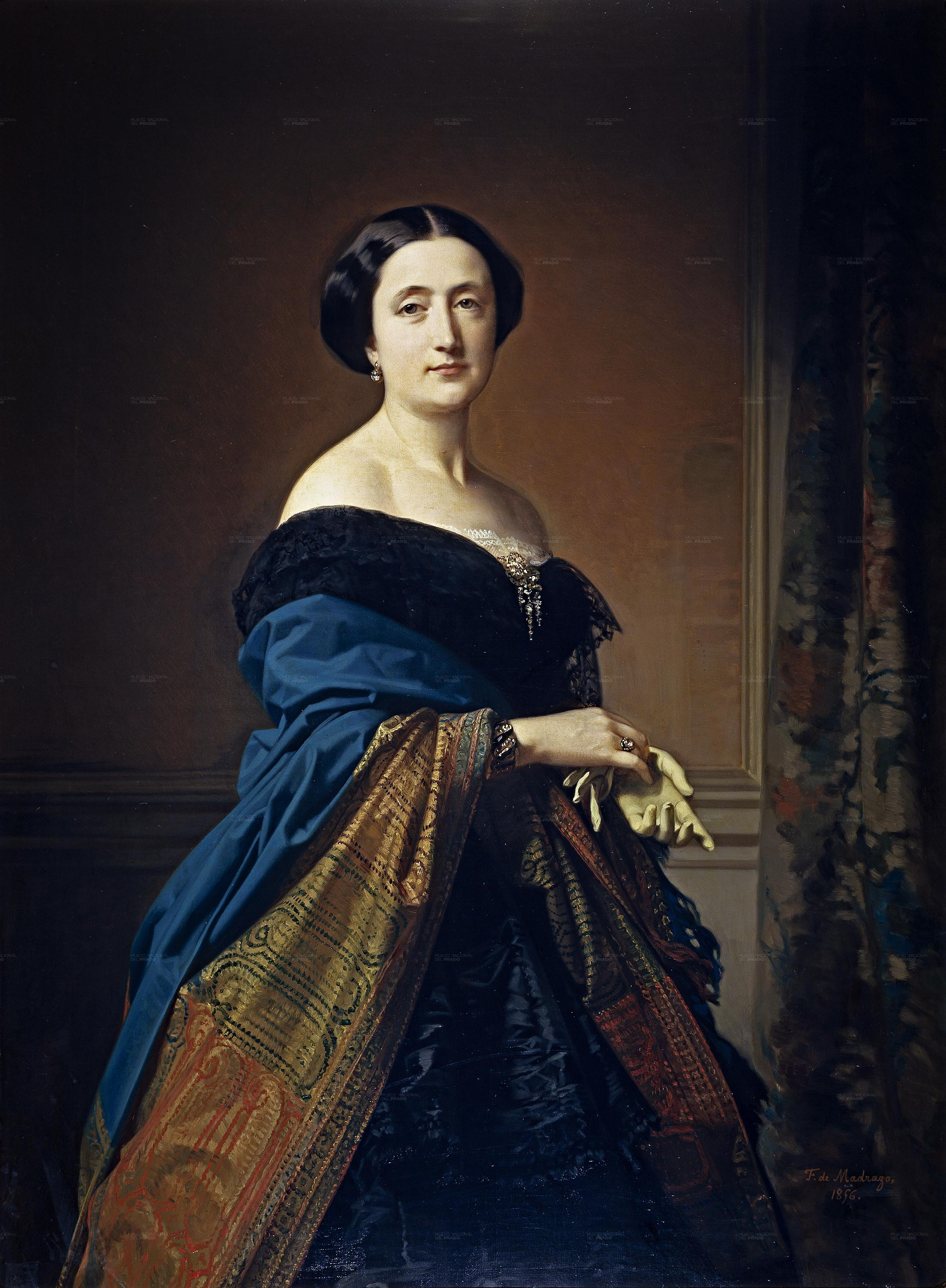
Retrat de Saturnina Canaleta (1856)

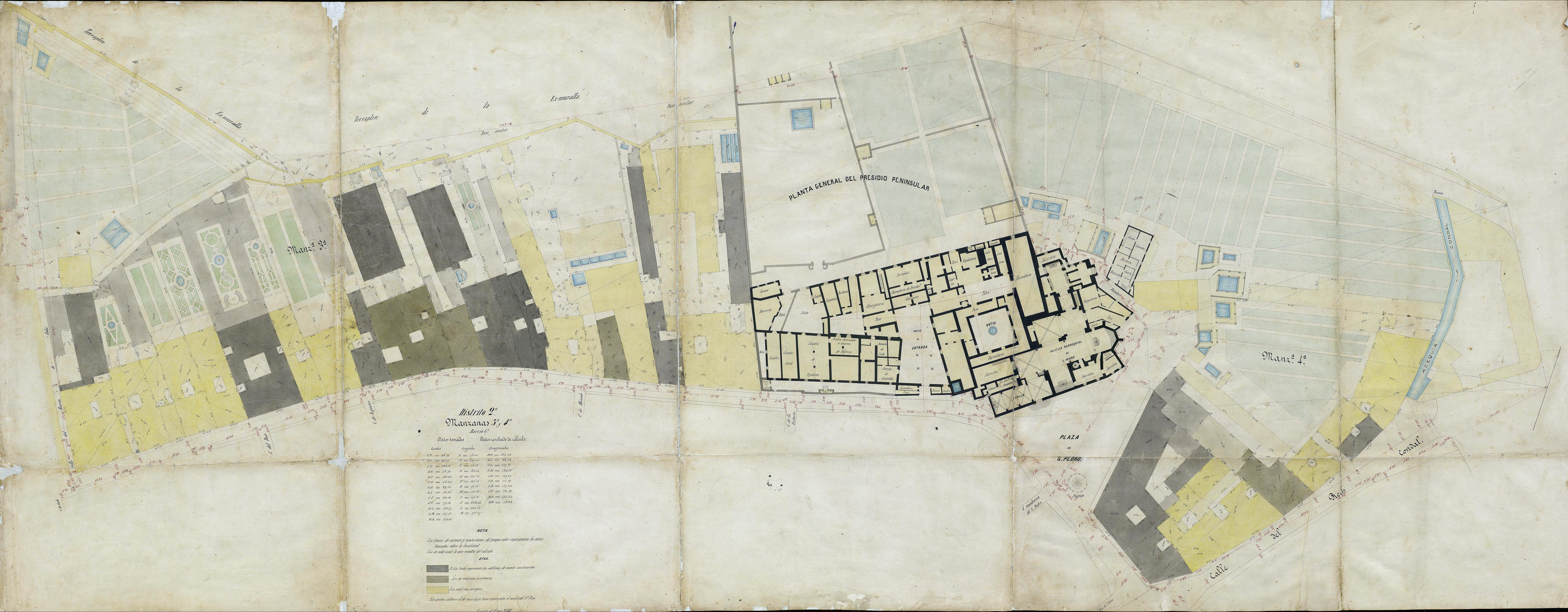
Quarteró núm. 40 de Miquel Garriga i Roca

El 1861, Àngel Canaleta i de Morales va vendre les finques núms. 49 i 55 del mateix carrer al fabricant de mantes Bonaventura Solà i Guixà, natural de Sant Sadurní d'Anoia. Poc després, va comprar a Ramon de Bacardí i Cuyàs la finca del núm. 51, que aquest havia adquirit el 1857 a Manuel, Marià i Gaietà Canaleta i Albareda (fills del segons matrimoni de Joan Canaleta amb Manuela Albareda), i en va fer agnició de bona fe al mateix Solà.